# Xyris ciliata
Xyris ciliata är en gräsväxtart som beskrevs av Carl Peter Thunberg. Xyris ciliata ingår i släktet Xyris och familjen Xyridaceae. Inga underarter finns listade i Catalogue of Life.